# Fistboll

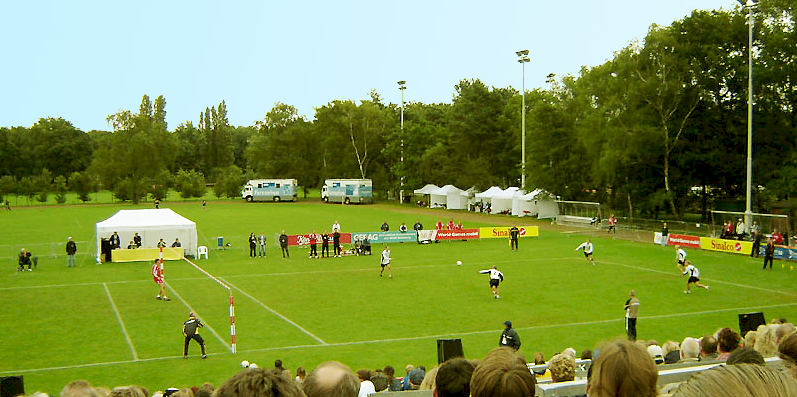
Landskamp mellan Tyskland och Schweiz.

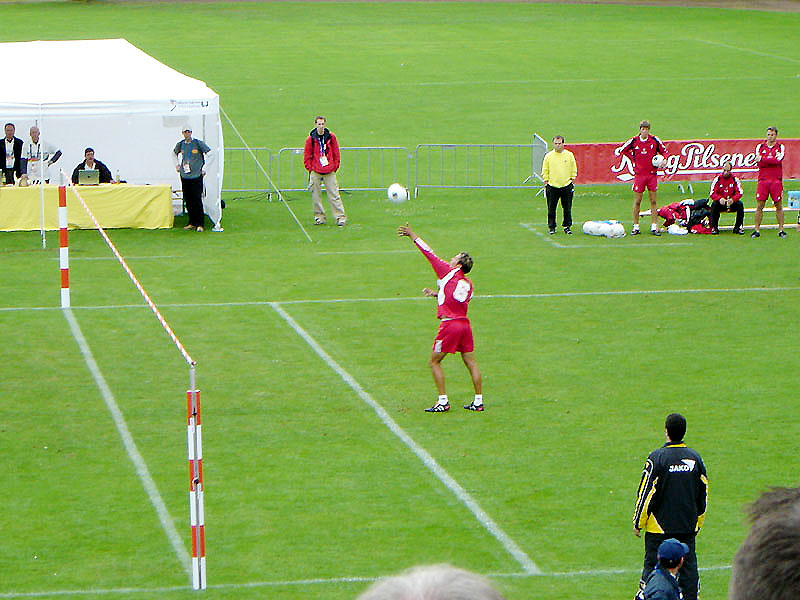
En spelare som servar.

Fistboll är i huvudsak en utomhussport där syftet är att slå bollen till marken på motståndarens del av planen.
Spelet har rötter i Niedersachsen, Tyskland, och bär vissa likheter med volleyboll.

## Fistboll i Sverige
I Sverige finns Svenska Fistbollsförbundet med ordförande Pelle Hallberg. Förbundet är medlem i International Fistball Association (IFA) men inte i Riksidrottsförbundet.

## Internationella mästerskap
| Mästerskap              | Mästare   | Finalmotståndare | Resultat                                  | Värdort                        | Datum           |
| ----------------------- | --------- | ---------------- | ----------------------------------------- | ------------------------------ | --------------- |
| Världsmästerskap herrar | Österrike | Brasilien        | 3-0 (20-15, 20-8, 20-11)                  | Oldenburg (Tyskland)           | 12 augusti 2007 |
| Världsmästerskap damer  | Tyskland  | Brasilien        | 2-0 (20-5, 20-11)                         | Jona (Schweiz)                 | 30 juli 2006    |
| World Games herrar      | Brasilien | Schweiz          | 4-1 (12-10, 14-12, 11-4, 6-11, 12-10)     | Kaohsiung (Taiwan)             | 20 juli 2009    |
| Europamästerskap herrar | Österrike | Schweiz          | 4-2 (11-9, 11-7, 10-12, 9-11, 11-8, 11-3) | Stuttgart-Stammheim (Tyskland) | 27 juli 2008    |
| Europamästerskap damer  | Schweiz   | Österrike        | 3-1 (9-11, 3-11, 11-6, 8-11)              | Zofingen (Schweiz)             | 15 augusti 2009 |

## Medlemmar iIFA
- Afrika
  -  Benin
  -  Burkina Faso
  -  Centralafrikanska republiken
  -  Elfenbenskusten
  -  Kamerun
  -  Kenya
  -  Namibia
  -  Nigeria
  -  Sierra Leone
  -  Sydafrika
  -  Swaziland
  -  Togo
- Amerika
  -  Argentina
  -  Brasilien
  -  Chile
  -  Colombia
  -  Dominikanska republiken
  -  Haiti
  -  Kanada
  -  Trinidad och Tobago
  -  Uruguay
  -  USA
  -  Venezuela
- Asien
  -  Afghanistan
  -  Hongkong
  -  Indien
  -  Iran
  -  Japan
  -  Kina
  -  Kinesiska Taipei
  -  Kuwait
  -  Mongoliet
  -  Nepal
  -  Pakistan
  -  Sri Lanka
  -  Sydkorea
- Europa
  -  Albanien
  -  Österrike
  -  Belgien
  -  Cypern
  -  Danmark
  -  Grekland
  -  Island
  -  Italien
  -  Malta
  -  Nederländerna
  -  Nordmakedonien
  -  Polen
  -  Ryssland
  -  Schweiz
  -  Serbien
  -  Spanien
  -  Storbritannien
  -  Sverige
  -  Tjeckien
  -  Tyskland
  -  Ukraina
  -  Ungern
- Oceanien
  -  Australien
  -  Cooköarna
  -  Fiji
  -  Nya Zeeland
  -  Samoa

## Spelregler
- IFA-Spelregler (PDF, (engelska))
- IFA-Spelregler (PDF, (tyska))